# Nisterau
Nisterau település Németországban, Rajna-vidék-Pfalz tartományban. Lakosainak száma 838 fő (2023. december 31.).

## Népesség
A település népességének változása:
| Lakosok száma | 700  | 906  | 839  | 843  | 820  | 841  | 838  |
|               | 1975 | 2014 | 2017 | 2019 | 2021 | 2022 | 2023 |